# چارلز آر. راجرز
چارلز آر. راجرز (انگلیسی: Charles R. Rogers؛ ‏ ۱۵ ژوئیهٔ ۱۸۹۲ – ۲۹ مارس ۱۹۵۷) تهیه‌کننده فیلم اهل ایالات متحده آمریکا بود.
از فیلم‌هایی که وی در آن‌ها نقش داشته‌است، می‌توان به راه بازگشت، شب بانوان در حمام، پسر دکتر جکیل و مرد من گادفری اشاره نمود.